# Iepureni (gmina Movileni)
Iepureni – wieś w Rumunii, w okręgu Jassy, w gminie Movileni. W 2011 roku liczyła 938 mieszkańców.